# Euphorbia innocua
Euphorbia innocua är en törelväxtart som beskrevs av Louis Cutter Wheeler. Euphorbia innocua ingår i släktet törlar, och familjen törelväxter.
Artens utbredningsområde är Texas. Inga underarter finns listade i Catalogue of Life.